# Бренна, Винченцо
Винче́нцо Бре́нна (итал. Vincenzo Brenna, в России — Вике́нтий Фра́нцевич Бре́нна; 20 августа 1747[уточнить], Флоренция — 17 мая 1820, Дрезден) — художник-декоратор и архитектор, по происхождению италошвейцарец. Придворный архитектор императора Павла I.

## Биография

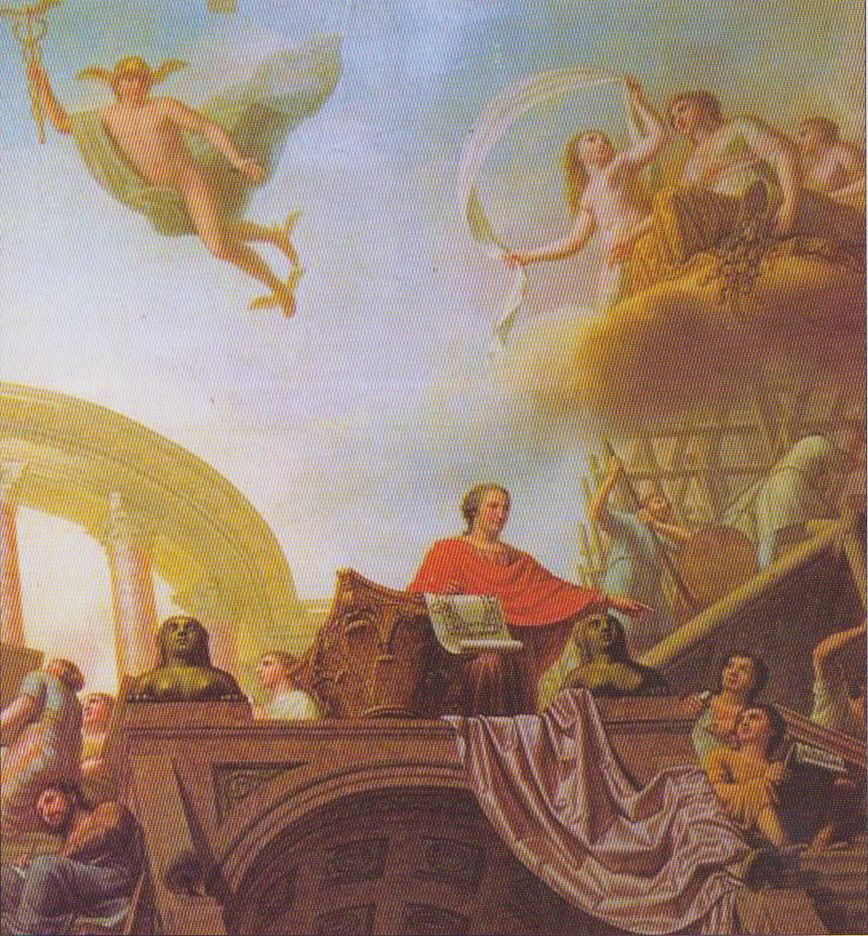
И. Я. Меттенлейтер.
Изображение В. Бренны в плафоне галереи Рафаэля в Михайловском замке. 1800.

Родился во Флоренции, но его семья происходила из швейцарского кантона Тичино. В 1766—1768 годах обучался в мастерской живописца Стефано Поцци в Риме. В это время познакомился с Джакомо Кваренги, который указывал: «г. Бренна явился первым учителем моим в архитектуре».
С 1776 года занимался обмерами античных памятников Рима для польского магната Станислава Потоцкого. В 1780—1783 годах работал в Польше, где выполнял отделку принадлежавшего Потоцкому дворца Августа Чарторыйского в Натолине, замка в Ланьцуте, дворца Красиньских в Варшаве (не сохранился).
В конце 1781 или в начале 1782 года Бренна познакомился с цесаревичем Павлом, путешествовавшим вместе с супругой по Европе под именем графа и графини Норд («Северных»). Павел пригласил архитектора для декорирования дворца в Павловске и в 1783 году Бренна прибыл в Санкт-Петербург.
В России Бренна работал до начала 1802 года. Вначале помощником Ч. Камерона, а с воцарением Павла I и отставкой Камерона в 1796 году стал главным архитектором. Участвовал в строительстве и отделке помещений Большого дворца в Павловске. Бренна надстроил созданные Камероном циркумференции (полуциркульные галереи) главного фасада и надстроил боковые корпуса, украсив их военной арматурой. Он оформил галереи трельяжными аркадами, а с противоположной стороны (по инициативе императрицы Марии Фёдоровны), в северной части, пристроил к дворцу так называемую Светлую колоннаду).
В 1796—1798 годах Бренна перестраивал для императора Павла Петровича дворец в Гатчине (Большой Гатчинский дворец, возведённый ранее А. Ринальди для графа Г. Г. Орлова), возводил Михайловский замок в Санкт-Петербурге, используя чертежи отвергнутого императором проекта В. И. Баженова (соавтором этой постройки были А.-Ф.-Г. Виолье и сам император, а не Баженов, как считали ранее). Особенно эффектен октогональный (восьмигранный) двор замка, с рельефным фризом и военными трофеями. Императору, по словам И. Э. Грабаря, импонировало, что Бренна умел «всему придавать несколько военный вид».
Бренна был архитектором Румянцевского обелиска, созданного в ознаменование побед в русско-турецкой войне 1787—1791 годов (1798, вначале установленном на Марсовом поле, позднее был перенесён в сквер у здания Академии художеств). Достроил третий Исаакиевский собор, начатый Антонио Ринальди. В 1797 году Бренна занимался отделкой интерьеров Каменноостровского дворца. В августе 1802 года архитектор отправился со своим учеником Карло Росси в Штеттин, откуда была родом его вторая жена Луиза Вильгельмина Трауфельдт. Последним зданием Бренны в Санкт-Петербурге стал деревянный театр, построенный по заказу Антонио Казасси в 1801 году (в 1832 году на его месте Карло Росси выстроил современное здание Александринского театра).
После убийства Павла I в марте 1801 года, навсегда покидая Россию, Бренна увёз с собой около пяти тысяч чертежей и рисунков. Последние годы жил в Германии и Франции, занимался живописью. Учеником и помощником Бренны был знаменитый Карло Росси. В Гатчине и Павловске помощниками Бренны были итальянцы Д. Ф. Ламони, К. Скотти, П. Висконти. В должности придворного архитектора его сменил другой тессинец — Луиджи Руска.
Бренна является архитектором переходного периода, сочетавшим черты классицизма и позднего барокко с элементами романтизма, предвещающего александровский классицизм и русский ампир. Для Бренны-декоратора характерно обильное применение лепного декора. Он широко пользовался позолотой, выделявшейся на общем светло тонированном фоне стен и перекрытий. Бренна был очень неровным мастером: иногда он проявлял себя умелым декоратором и эффектно строил свои композиции, в иных случаях крайне перегружал их случайными, мало связанными между собой элементами. С лучшей стороны дарование Бренны проявилось в таких сооружениях, как обелиск Румянцеву в Санкт-Петербурге, в парковых сооружениях Гатчины, в интерьерах Михайловского замка.

## Адреса в Санкт-Петербурге
- 1796—1802 — собственный дом в Павловске — улица Девятого Января.
- 1796—1797 — дом костёла Св. Екатерины — Невский проспект, 32–34.
- 1797—1801 — доходный дом И. Г. Лауферта — Большая Морская улица, 27.

## Список осуществлённых работ
Польша:

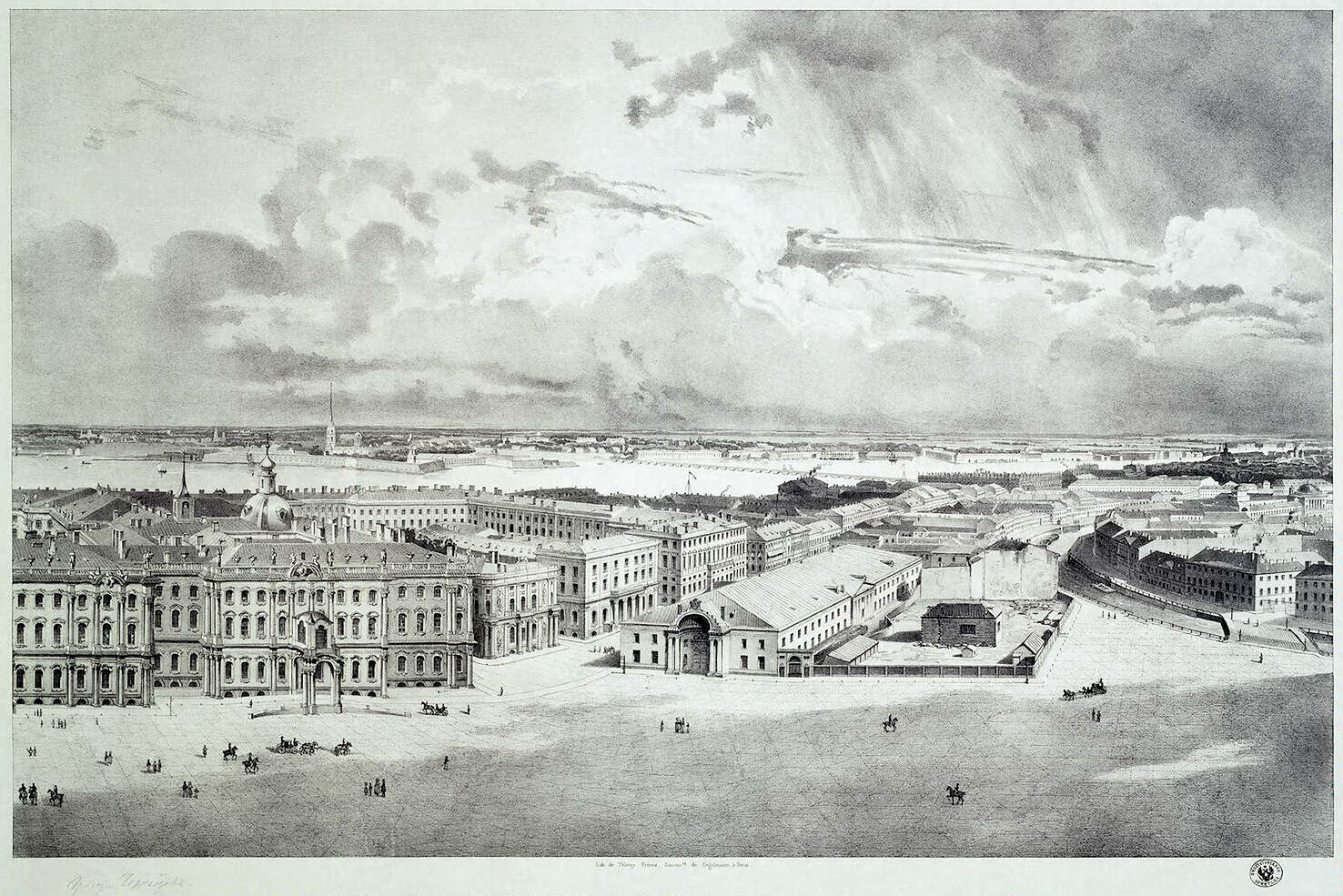
Вид на Дворцовую площадь со зданием Экзерциргауза (сейчас на этом месте расположен Штаб гвардейского корпуса)

- Декорации польских поместий Августа Чарторыйского в Натолин-Бажантарни, Изабеллы Любомирской в Ланьцуте и Мокотове, Станислава Любомирского в Грущине, а также первого этажа Дворца Красиньского (Krasiński Palace) в Варшаве, конец 1770 — начало 1780-х (в основном не сохранились)

Павловск:
- Расширение и ряд интерьеров Павловского дворца (Верхний вестибюль, Зал мира, Зал войны, Греческий зал, Итальянский зал, Ковровый кабинет, Малый кабинет Павла I, Библиотека Павла I, Туалетная Павла I, Будуар, Спальня, Библиотека Марии Фёдоровны, Туалетная Марии Фёдоровны, Картинная галерея, Тронный зал, Оркестровая, Буфетная, Кавалерский зал, Общий кабинет, Малиновый кабинет, Передняя, Камердинерская), конец 1780-х — начало 1790-х
- Светлая столовая, строилась в 1795—1797 годах
- Турецкая палатка в парке (разобран в начале XIX в.)
- Районы Старая Сильвия и Новая Сильвия в парке, начало 1790-х
- Амфитеатр в парке, начало 1790-х
- Трельяж в парке (сгорел в Великую Отечественную войну)
- Перестройка Большого Каскада в парке, 1792—1794
- Руинный каскад в парке, 1793—1794
- Мост Кентавров
- Лестница у Мариентальского пруда в парке, 1795
- Крепость Бип, 1795—1798 (авторство Бренны предположительно[7])
- Пиль-башня в парке, 1797
- Константиновский дворец[8], 1797—1798 (с 1865 — Михайловская женская патриотическая школа; сгорел в Великую Отечественную войну)
- Частные дома: Н. П. Шереметева (1797—1799), А. П. Гагариной, И. П. Кутайсова
- Дом для придворных служителей
- Деревянный театр в парке, 1798 (разобран в XIX в.)
- Большие круги в парке, 1799
- Постройка (по проекту Камерона) и создание интерьера павильона Круглый зал (Музыкальный салон) в парке, 1799—1800
- Церковь Павловского дворца, 1799
- Большая каменная (Итальянская) лестница в парке, 1799
- Театральные ворота в парке, 1802

Гатчина:
- Крепость Ингербург, 1790-е (авторство Бренны в целом предположительно[9]; точно известно, что по его проекту построены казармы;[10] разобрана в 1830-х)
- Парк Сильвия в Гатчине, 1792—1800 (совместно с парковым мастером Дж. Геккетом) и ведущие в него Сильвийские ворота, 1792—1794
- Планировка Ботанического сад с теплицами (теплицы разобраны)
- Терраса-пристань в парке, 1792—1795
- Павильон Орла в парке, начало 1790-х (авторство Бренны предположительно)
- Павильон Венеры в парке, 1792—1793 (копия Павильона Венеры в Шантийи)
- Площадь Коннетабля, 1793
- Лесная оранжерея, 1794—1796
- Адмиралтейские ворота, 1794—1796
- Портал «Маска» перед Берёзовым домиком, 1794—1796
- Берёзовые ворота в парке, 1795—1798
- Дворцовые конюшни, 1798
- Расширение и переделка ряда интерьеров Большого Гатчинского дворца (Белый зал, Мраморная столовая, Тронная Павла I, Малиновая гостиная, Парадная опочивальня Марии Фёдоровны, Тронная Марии Фёдоровны, Овальная комната, Чесменская галерея, Малиновая галерея, Греческая галерея), 1796—1800

Санкт-Петербург:

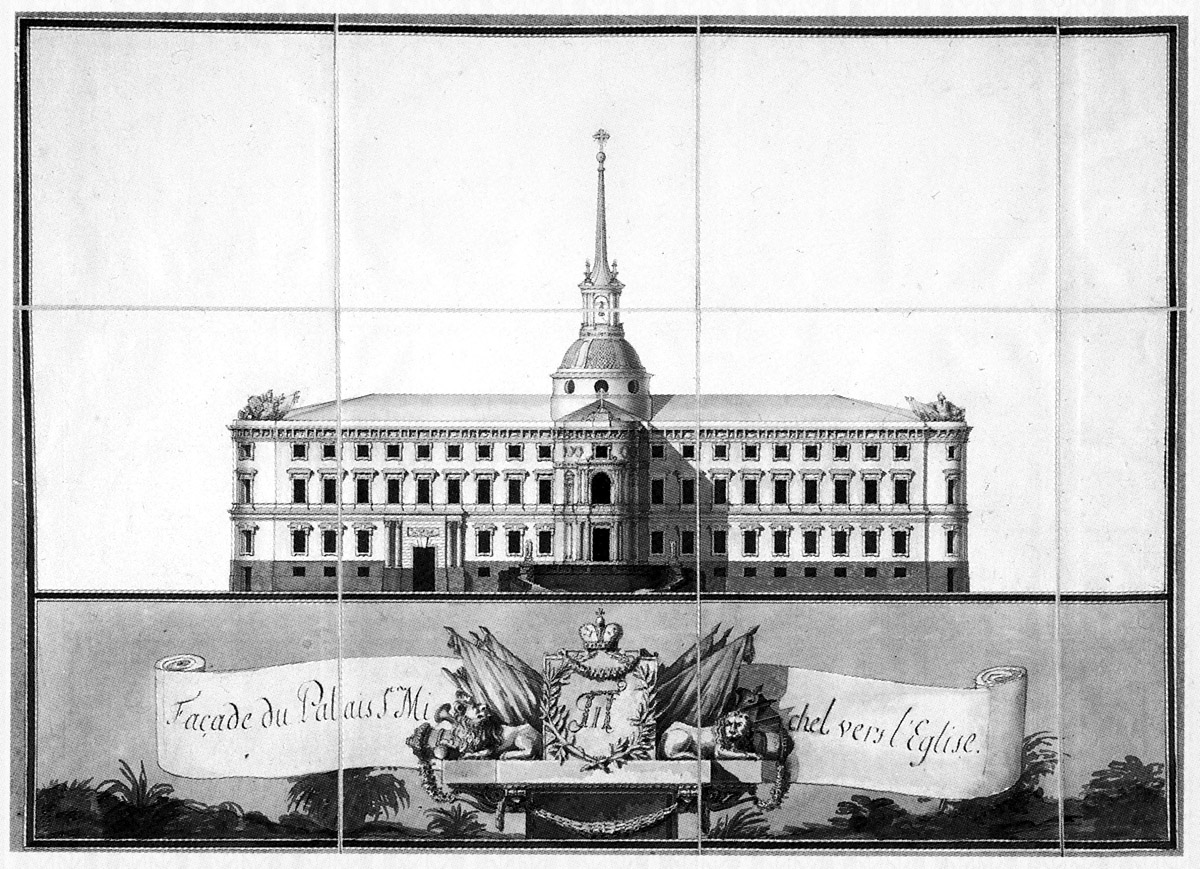
Рисунок В. Бренна Михайловского замка. 1797

- Отдельные интерьеры Каменноостровского, Зимнего, Таврического, Мраморного дворцов.
- Румянцевский обелиск, 1798—1799
- Михайловский замок, 1790-е
- Комплекс служебных построек Михайловского замка, 1790-е
- Михайловский манеж, 1790-е
- Конюшни Михайловского замка, 1790-е
- Кордегардии («павильоны») Михайловского замка, 1790-е
- Въездные ворота Михайловского замка, 1790-е (разобраны)
- Экзерциргауз на Дворцовой площади, конец 1790-х (разобран в 1830-х)
- Исаакиевский собор (доделка по проекту Антонио Ринальди), 1798—1802 (разобран)
- Театр Казасси, 1801 (разобран)
- Трёхпролётный мост через Крюков канал с центральной разводной частью (разобран)
- Декоративный катафалк Людовика XVI в костеле Св. Екатерины, 1793
- Катафалк Екатерины II и Петра III в Георгиевском зале Зимнего дворца, 1796
- Декоративное убранство Петропавловского собора для церемонии захоронения Екатерины II и Петра III, 1796
- Декоративный катафалк герцога Вюртембергского в костеле Св. Екатерины, 1797

## Список нереализованных проектов
- Реконструкция виллы Плиния Младшего (Лаурентинум), 1777—1778
- Постамент для памятника Петру I у Михайловского замка, 1790-е
- Проекты интерьеров, ворот и ограды для Останкинского дворца, 1790-е

## Бренна в кино
- Бренна — персонаж фильма Бедный, бедный Павел (2003).

## Нумизматика
5 июля 2017 года Банк России выпустил в обращение памятные серебряные монеты номиналом 25 рублей «Винченцо Бренна» серии «Архитектурные шедевры России». На монете расположены рельефные изображения портрета архитектора Винченцо Бренна и Михайловского замка в г. Санкт-Петербурге.